# Kola (poluotok)
Poluotok Kola (od laponskog Guoládat) (rus. Кольский полуостров) je poluotok na dalekom sjeveru Rusije, dio Murmanske Oblasti. Ima obalu na Barentsovom moru na sjeveru i na Bijelom na istoku i jugu. Zapadna granica poluotoka Kole ide merdijanom od zaljeva Kola preko jezera Imandra, jezera Kola, rijeke Nive do Kandalakškog zaljeva.
Poluotok je površine od oko 100 000 km². Sjever je strm i visok, dok je jug nizinski. na zapadnom dijelu nalaze se dva planinska lanca: Khibiny i Lovozyorskiye Tundry (do 1 200 metara). Centralno područje (Keyvy) je riječno.
Zbog zadnjeg ledenog doba područje je plodno, iznimno bogato raznim mineralima i metalima, koje eksplotira ruska tvrtka MMC Norilsk Nickel. Blizu norveške granice nalazi se i najdublja svjetska bušotina - Kolanska superduboka bušotina (rus Кольская сверхглубокая скважина).
Unatoč sjevernom smještaju Kola ima relativno blagu klimu kao posljedica toplih atlantskih struja. Srednja siječanjska temperatura je oko -10 °C, a svibanjska oko 10 °C. Poluotok je prekriven tajgom na sjeveru i tundrom na jugu.
Glavna luka i najveći grad poluotoka je Murmansk.

## Vanjske poveznice
|  | Zajednički poslužitelj ima još gradiva o temi Kola (poluotok) |